# Julien Anfruns
Julien Anfruns es un alto funcionario Miembro del Consejo de Estado de Francia. También es Presidente del Comité Internacional del Escudo Azul (ICBS). Fue el director del ICOM desde 2008 hasta mayo de 2013. Al final de la Exposición Universal de Shanghái de 2010 (China), celebrado la 22.ª Conferencia General del ICOM, del 7 al 12 noviembre. Durante este evento, Julián Anfruns acogió al expresidente francés Jacques Chirac y al Presidente de Malí Alpha Oumar Konaré.
Estudió en el Instituto de Estudios Políticos de París, en la Escuela Nacional de Administración francesa (ENA) así como en la Escuela de Estudios Superiores Comerciales (EDHEC Business School), en Francia. De 2002 a 2005, fue Responsable de Asuntos Económicos y Financieros en el Ministerio francés de Cultura y Comunicación. Luego se convirtió en el director de Administración, Finanzas y Asuntos Jurídicos del Museo del Louvre (2005-2008), donde participó especialmente en el desarrollo estratégico del Louvre tanto en Francia como en el extranjero (incluyendo el Louvre Abu Dhabi). Además ocupó varios puestos diplomáticos en la Organización de las Naciones Unidas en Nueva York y en Embajadas en Finlandia y Estonia.
También es miembro activo de varios grupos de trabajo, incluso como miembro del Consejo de la Agenda Global del Foro Económico Mundial sobre el papel del arte en sociedad desde abril de 2013, y miembro del comité nacional francés por el Sello de Patrimonio Europeo.
Julien Anfruns fue administrador de la European Museum Forum entre enero de 2010 y febrero de 2013. También participa en la conciliación entre la cultura y la economía a través de la participación en las discusiones del Foro de Aviñón o como miembro del New Club Paris, que apoya la economía del conocimiento. Él es también un miembro del Advisory Board de la Edhec Business School.
Paralelamente, Julien Anfruns fue profesor en el Instituto de Estudios Políticos de París desde 2002 a 2012.

## El Comité Internacional del Escudo Azul (ICBS)
Tras la Segunda Guerra Mundial, la UNESCO adoptó la Convención de La Haya (1954) para la Protección de Bienes Culturales en Caso de Conflicto Armado. Fue el primer tratado dedicado a la protección del patrimonio cultural en caso de guerra y el primer en poner de relieve la noción de patrimonio común de la humanidad.
El Comité Internacional del Escudo Azul (ICBS), que pretende proteger el patrimonio cultural mundial amenazado por las catástrofes de origen humano o naturales, abarca a los museos, los archivos, los archivos audiovisuales, las bibliotecas, los monumentos y los sitios históricos. Reúne la pericia y los conocimientos de las redes internacionales de cada una de estas organizaciones no gubernamentales que obran a favor del patrimonio cultural: ICA (Consejo Internacional de Archivos), ICOM (Consejo internacional de museos), ICOMOS (Consejo Internacional de Monumentos y Sitios), IFLA (Federación Internacional de Asociaciones de Bibliotecarios y Bibliotecas) y CCAAA (Consejo de Coordinación de las Asociaciones de Archivos Audiovisuales). Julien Anfruns es presidente del Comité Internacional de Escudo Azul (ICBS) desde 2009.

## Coloquios y conferencias
Julien Anfruns toma parte en numerosas conferencias y contribuye a varios proyectos de envergadura internacional. Sus intervenciones más recientes:
- Foro Económico Mundial, Cumbre sobre la Agenda Global en Abu Dabi, Emiratos Árabes Unidos, noviembre 18 al 20 2013[8]
- Conferencia sobre Patrimonio Intangible y Territorios de atracción, Ministerio de Finanzas de Francia, París, 17 de octubre de 2013[9]
- Foro Económico Mundial de Davos del 23 de enero al 27 20 13[10]
- Primer Congreso de los Comités de Alianza Regional del Norte del ICOM para América Latina y el Caribe en Guatemala – 10-12 de diciembre de 2012[11]
- Forum d'Avignon - Cultura, economía, medios – desde 15 hasta 17 de noviembre de 2012[12][13]
- Cumbre del Foro Económico Mundial en Dubái el 12 y 14 de noviembre de 2012
- Conferencia Anual NEMO (Red de Organizaciones de Museos Europeos) en Dublín, Ireland del 2 al 4 de noviembre de 2012[14]
- Seminario sobre la herencia africana del espacio francófono subsahariana en París - 26 de octubre de 2012[15]
- Simposio AVICOM (Comité Internacional de Tecnologías Audiovisuales y Nueva en museos) en Montreal desde 9 hasta 11 de octubre de 2012[16]
- El mejor de la Conferencia del Patrimonio en Dubrovnik, Croacia, del 27 a 29 de septiembre de 2012[17]
- Conferencia Regional de ICOMOS ICAHM Grecia, sobre la protección del patrimonio en tiempos de crisis económica, 23-25 de mayo de 2012[18]
- Conferencia del Comité del International Bar Association (IBA, Colegio Internacional de Abogados[19]) por el derecho del arte, de las instituciones culturales y del Patrimonio sobre el tema "Arte Nuevo: Nuevos Desafíos Legales" en el MAXXI (Roma, 17-18 de mayo de 2012)
- Ceremonia del Premio del Museo 2012 del Consejo de Europa celebrada en Estrasburgo el 25 de abril de 2012
- Conferencia de los museos de la agricultura en el Salón de la Agricultura en París el 2 de marzo de 2012
- Conferencia de la Asociación Nacional de los museos irlandeses el 25 de febrero de 2012[20]
- Participación al jurado del concurso Musées (em)portables (Museos móviles) en París en enero de 2012[21]
- Primera Conferencia internacional de ICBS en Seúl en diciembre de 2011
- La conferencia anual de la IBA (Colegio Internacional de Abogados) en Dubái en octubre de 2011[22]
- The Best in Heritage Excellence Club en el Salón EXPONATEC COLONIA de noviembre de 2011[23]
- Seminario de investigación sobre el patrimonio cultural inmaterial de los museos en París (Museo Guimet) en marzo de 2011